# AMBI
AMBI, afkorting van "Automatisering en Mechanisering van de Bestuurlijke Informatievoorziening", was in Nederland een hogere beroepsopleiding in de informatica. De opleiding werd in 1964 in het leven geroepen door de Stichting Studiecentrum voor Administratieve Automatisering (SSAA). 
In 1971 ging het Studiecentrum verder onder naam NOVI. Aanvankelijk werden door NOVI losse opleidingen verzorgd. Later werd een AMBI-traject samengesteld (met modules als AMBI A, B etc.). Nog weer later werden als gevolg van een actualiseringsslag modules ondergebracht in de lijnen voor Systeemontwikkeling (S), Bestanden en wat daarmee te maken had (B), Programmeertalen (T), et cetera. In de jaren tachtig werden de lijnen gecomprimeerd ook vanwege toenemende aantallen mensen die tijdens hun basisopleiding toch enige elementaire IT kennis opdeden.
De opleiding was gelijkwaardig aan de opleidingen bedrijfskundige informatica (BI) aan HEAO instellingen en hogere informatica opleiding (HIO) aan een HTS, maar aan de opleiding was geen titel verbonden. Wel is later door NOVI "Hogeschool NOVI" opgericht waar mensen op basis van AMBI konden afstuderen als ingenieur (ing) of bachelor ICT.
Inmiddels behoort het AMBI-onderwijs tot de verleden tijd. De laatste examens zijn zomer 2010 afgenomen.
De examens voor de AMBI-modules werden afgenomen door EXIN.